# Litlanesfoss

De Litlanesfos is een waterval in het oosten van IJsland.
Vanuit de bergen stroomt de Hengifossá in het Lagarfljót (of Lögurinn). Vlak voordat dit riviertje in het meer stroomt, valt het via twee watervallen naar beneden. Het hoogst gelegen is de Hengifoss en meer stroomafwaarts ligt de Litlanesfoss. De waterval is niet erg groot of indrukwekkend, maar het is door basaltzuilen omgeven waardoor het een bijzonder karakter krijgt. 

## Foto's
- Litlanesfoss